# Котюженій-Міч
Котюженій-Міч (рум. Cotiujenii Mici) — село у Синжерейському районі Молдови. Адміністративний центр однойменної комуни, до складу якої також входять села Алексеука та Гура-Ойтуз.

## Населення
За даними перепису населення 2004 року у селі проживали 1137 осіб.
Національний склад населення села:
| Національність       | Кількість осіб | Відсоток   |
| -------------------- | -------------- | ---------- |
| молдавани румуни     | 1118 11        | 98,3% 1,0% |
| українці             | 4              | 0,4%       |
| росіяни              | 3              | 0,3%       |
| інша / без відповіді | 1              | 0,1%       |
| Всього               | 1137           | 100%       |